# 533 (číslo)
Pět set třicet tři je přirozené číslo. Následuje po čísle pět set třicet dva a předchází číslu pět set třicet čtyři. Římskými číslicemi se zapisuje DXXXIII a řeckými číslicemi φλγ.

## Matematika
533 je:
- Deficientní číslo
- Poloprvočíslo
- Nešťastné číslo

## Astronomie
- (533) Sara je planetka hlavního pásu, kterou v roce 1904 objevil Raymond Smith Dugan

## Roky
- 533
- 533 př. n. l.